# عبد العزيز الثاني المريني
عبد العزيز بن أحمد بن أبي سالم يكنى أبا فارس، لقبه المستنصر بالله، هو سلطان مريني، وصفه المؤرخ إسماعيل ابن الأحمر الذي لم يفارق خدمته حتى مات فقال «... كان كثير الشفقة، عظيم الحنو، رقيق القلب، منقبضا عن الضرر، متوقفا في سفك الدماء...». كانت دولته رحمه الله ثلاثة أعوام.

## بيعة السلطان عبد العزيز
يقول المؤرخ الناصري في الاستقصا: « ...لما توفي السلطان أبو العباس بن أبي سالم رحمه الله بتازا كان ابنه أبو فارس هذا بتلمسان فاستدعاه رجال الدولة منها فقدم عليهم بتازا و بايعوه بها يوم السبت التاسع من محرم سنة ست و تسعين و سبعمائة و لما تم أمره أطلق أبا زيان بن أبي حمو الزياني و كان معتقلا عنده بفاس لالتجائه إلى أبيه من قبل في خبر ليس تفصيله من غرضنا و بعثه إلى تلمسان أميرا عليها من قبله فسار إليها أبو زيان وملكها وأقام فيها دعوة السلطان أبي فارس ثم خرج عليه أخوه يوسف بن أبي حمو و اتصل بأحياء بني عامر بن زغبة و عزم على الإجلاب عليه بهم فسرب أبو زيان فيهم الأموال فقتلوه و بعثوا إليه برأسه فسكنت أحوال تلمسان و ذهبت الفتنة بذهاب يوسف و استقامت أمور دولة السلطان أبي فارس قاله ابن خلدون وهو آخر ما ورخه عن دولة المغرب...»

## وفاة السلطان عبد العزيز
توفي السلطان عبد العزيز بن أحمد يوم السبت ثامن صفر سنة 799هـ و له 22 سنة و دفن مع أبيه بالقلة بفاس و كانت دولته ثلاث سنين و شهر.

## نظم السلطان عبد العزيز
كان السلطان عبد العزيز بن أحمد فارسا عارفا بركض الخيل، و كان يقرض الشعر و يحب سماعه و نزل المطر فقال يشكر الله على ذلك: